# NKŁ-26
NKŁ-26 (ros. Аэросани НКЛ-26) – aerosanie konstrukcji radzieckiej z okresu II wojny światowej.